# 7730 Sergerasimov
7730 Sergerasimov (1978 NN1) là một tiểu hành tinh vành đai chính được phát hiện ngày 4 tháng 7 năm 1978 bởi L. I. Chernykh ở Đài vật lý thiên văn Crimean.